# Elly Beinhorn

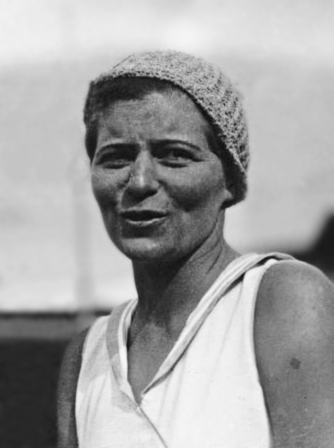
Elly Beinhorn (1932)

Elly Maria Frida Rosemeyer-Beinhorn, geboren und bekannt als Elly Beinhorn, manchmal auch Elli Beinhorn (* 30. Mai 1907 in Hannover; † 28. November 2007 in Ottobrunn), war eine populäre deutsche Fliegerin. Ihre autobiografischen Bücher erreichten ein breites Publikum. Beinhorn wuchs im bürgerlichen Umfeld Hannovers auf. Im Alter von 21 Jahren begann sie mit einer Fliegerausbildung in Berlin und erwarb 1929 einen Pilotenschein. Anschließend war sie als Kunstfliegerin tätig, bis sie 1931 durch einen Alleinflug nach Afrika von sich reden machte. Im Jahr darauf erlangte sie durch eine Weltumrundung deutschlandweite Bekanntheit und wurde mit dem Hindenburg-Pokal ausgezeichnet. Weitere Langstreckenflüge folgten, und Mitte der 1930er Jahre stellte Beinhorn mehrere Rekorde auf, wie das Überfliegen von drei Kontinenten an einem Tag. 1936 heiratete sie den ebenfalls sehr bekannten Rennfahrer Bernd Rosemeyer, der zwei Jahre später bei einem Unfall starb. Nach dem Zweiten Weltkrieg erneuerte sie 1951 ihren Pilotenschein. 1979 beendete Beinhorn ihre Fliegerkarriere. 1991 wurde sie mit dem Bundesverdienstkreuz 1. Klasse ausgezeichnet. Sie starb im Alter von 100 Jahren in einem Seniorenheim bei München.

## Leben und Karriere

### Kindheit und Ausbildung
Elly Beinhorn war das einzige Kind des Kaufmanns Henry Beinhorn, der ein Hutgeschäft in Hannover führte, und seiner Frau Auguste Boit. In ihren Autobiografien beschrieb Beinhorn später den Umstand, ein Einzelkind gewesen zu sein, als Ursprung ihres Wunsches nach einer Fliegerkarriere. Dass sie in der beengten Großstadt Hannover aufwuchs, trug nach ihrer Aussage ebenfalls wesentlich dazu bei. Ihre Kindheit verbrachte Beinhorn in einer behüteten, bürgerlichen Umgebung. Sie besuchte zunächst die Stadttöchterschule, dann das Schillerlyzeum in Hannover. Dort erreichte sie die Primaner-Jahrgangsstufe, ging jedoch vor dem Abitur ab.
Nach dem Ende der Schulzeit blieben Beinhorns Zukunftspläne zunächst vage, jedoch zog es sie bereits in die Ferne. Als Sechzehnjährige bewarb sie sich ohne Erfolg beim Tierpark Hagenbeck und der UFA, um an Tierfang- bzw. Filmexpeditionen teilzunehmen. Im Herbst 1928 besuchte sie einen Vortrag des Fliegers Hermann Köhl, der von seiner Nonstop-Überquerung des Nordatlantiks berichtete. Daraufhin fasste Beinhorn den Entschluss, Fliegerin zu werden. Am nächsten Tag bat sie beim Hannoverschen Aeroclub darum, als Flugschülerin angenommen zu werden. Club-Präsident Homburg lehnte jedoch ab, da er weiblichen Piloten keine beruflichen Erfolgschancen ausrechnete.
Daraufhin bewarb sich Beinhorn bei der Deutschen Luftfahrt GmbH in Berlin und wurde trotz ähnlicher Bedenken schließlich angenommen. Die 2000 Reichsmark Ausbildungsgebühren bezahlte sie von ihren Ersparnissen und trat gegen den Widerstand ihrer Eltern die Ausbildung an. Sie verließ mit 21 Jahren ihr Elternhaus und zog in ein Zimmer in Spandau. Der Flugunterricht fand auf dem Flugplatz Berlin-Staaken statt. Ihr Fluglehrer war Otto Rudolf Thomsen (14. April 1895 bis 14. September 1960), der auch Hanna Reitsch und Wernher von Braun unterrichtete. Am 2. November 1928 saß Beinhorn erstmals am Steuerknüppel eines Flugzeuges, einer Klemm L 20. Diesen ersten Flug beschrieb sie später als nicht sehr beeindruckend, im Gegensatz zu ihrem ersten Alleinflug einige Wochen später, der ihr das Tor zu einer „neu geschenkten Welt“ eröffnet habe.
Am 4. Juni 1929 schloss Beinhorn die Ausbildung mit dem A-Schein ab. Anschließend machte sie in der Fliegerschule Würzburg bei Robert Ritter von Greim den Kunstflugschein II, um ihre Maschinen sicherer zu beherrschen und sich eine neue Einnahmequelle zu erschließen. Mit dem späteren Erwerb des A1-Scheins für Seeflug, des B1-Scheins und einer Blindflugausbildung vervollkommnete sie ihre Flugkenntnisse.

### Karriere als Kunstfliegerin
Da es Beinhorn für sicherer hielt, mit einer eigenen Maschine zu fliegen, kaufte sie auf Raten eine Messerschmitt M23b und bestritt ihren ersten Flugtag in Königsberg. Dort lernte sie ihren späteren Freund und Förderer Ernst Udet kennen. Anschließend nahm sie an weiteren Flugtagen teil, vorwiegend auf den Flughäfen deutscher Großstädte. Als besondere Attraktion zeigte sie dabei den Looping nach vorn. Innerhalb eines Jahres machte sie sich einen Namen als Kunstfliegerin, sodass sie von ihren Gagen, zuzüglich Einkommen aus Werbe- und Kurierflügen, ein finanzielles Auskommen hatte. Anfang 1930 unternahm sie auf Vermittlung von Thomsen hin einen ersten Auslandsflug, auf dem sie den Frack eines skandinavischen Großindustriellen von Berlin nach Rom transportierte. Durch diesen ebenso skurrilen wie dramatischen Flug, bei dem sie eine alpine Notlandung absolvieren musste, erschien ihr Name erstmals nachhaltig in der deutschen Presse, was zu ihrer zunehmenden Bekanntheit beitrug.
Am 29. Mai 1930 fand in Bonn-Hangelar die erste deutsche Damenkunstflugmeisterschaft statt. Beinhorn hatte das Reglement nicht richtig gelesen und vollführte die Figuren nicht vorschriftsgemäß. In der Folge musste sie den Titel der Kölnerin Liesel Bach überlassen, die ihn mehrere Jahre lang verteidigen konnte.
Durch die Medienberichte nach ihrem Romflug lernte Beinhorn die Duisburger Fliegerin Katja Heidrich kennen. Diese hatte kein eigenes Flugzeug, dafür jedoch einen Werbevertrag mit der Neufang-Jaenisch Brauerei aus dem Saargebiet, sodass beide eine finanziell lohnende Zusammenarbeit begannen. In Saarbrücken machte Beinhorn, die einen Passagier dabei hatte, durch ein riskantes Landemanöver ihre erste Bruchlandung, bei der das Flugzeug schweren Schaden nahm. Beide Insassen blieben dabei unverletzt, die Erfahrung führte jedoch dazu, dass Beinhorn von da an mehr auf ihre Grenzen achtete und vorsichtiger flog.

### Erster Afrikaflug (1931)
Beinhorn konnte Anfang der 1930er Jahre zwar vom Kunstfliegen leben, ihr eigentlicher Wunsch nach Langstreckenflügen blieb jedoch mangels Gelegenheit zunächst unerfüllt. Dann erfuhr sie von einer geplanten Westafrika-Expedition des österreichischen Forschers Hugo Bernatzik und des deutschen Forschers Bernhard Struck des Dresdner Museums für Völkerkunde. Sie suchten für die vorgesehenen Luftaufnahmen noch einen Piloten und Beinhorn bot sich für diese Aufgabe an. Bernatzik hatte nichts gegen eine Frau im Cockpit, beteiligte sich jedoch entgegen ihren Erwartungen nicht an den benötigten finanziellen Mitteln für eine neue Maschine mit Schwimmern. Der Präsident der Luftfahrtindustrie Admiral Lahs stellte ihr schließlich die D-1713 zur Verfügung, eine Klemm Kl 25 la, mit der vorher Theodor Osterkamp erfolgreich am Europarundflug 1930 teilgenommen hatte. Beinhorns Messerschmitt blieb als Pfand zurück, da sie sich die Kaskoversicherung für die Klemm nicht leisten konnte. Die anfallenden Kosten für die Instandsetzung der gebrauchten Maschine, eine Tropenausrüstung sowie Visa- und Einfluggenehmigungen überstiegen Beinhorns Ersparnisse, sodass sie Kredite aufnehmen musste. Anfragen bei der Presse um Vorschüsse blieben weitgehend erfolglos, da ihre Erfolgsaussichten angezweifelt wurden, nur die B.Z. am Mittag investierte in den Flug.
Am 4. Januar 1931 startete sie zu ihrem ersten Afrikaflug – und musste schon bald mit verölten Zündkerzen auf einem Schneefeld im Schwarzwald zwischenlanden. Erst nachdem ein Mechaniker der Klemm-Werke aus Böblingen saubere Kerzen eingebaut hatte, flog sie über Spanien und Gibraltar nach Rabat, Casablanca und Kap Juby. Dort lernte sie den Schweizer Piloten Walter Mittelholzer kennen, der ihr Ratschläge für den weiteren Flug gab. Über 2000 km flog sie an der afrikanischen Küste entlang nach Dakar. Am 1. Februar traf sie in Bissau ein, wo die deutschen Vertreter der örtlichen Woermann-Linie ihr Unterkunft und Verpflegung gaben. Acht Tage später unternahmen Bernatzik und Beinhorn einen ersten Rundflug, wozu ein offizieller Besuch beim Gouverneur von Bolama gehörte. Im Laufe der folgenden Wochen erkundeten sie die umliegende Gegend und machten die geplanten Luftaufnahmen. Unter anderem überflogen sie mehrfach die Bissagos-Inseln, wobei Beinhorn insbesondere die von Deutschen verwaltete Insel Bubaque beeindruckte.

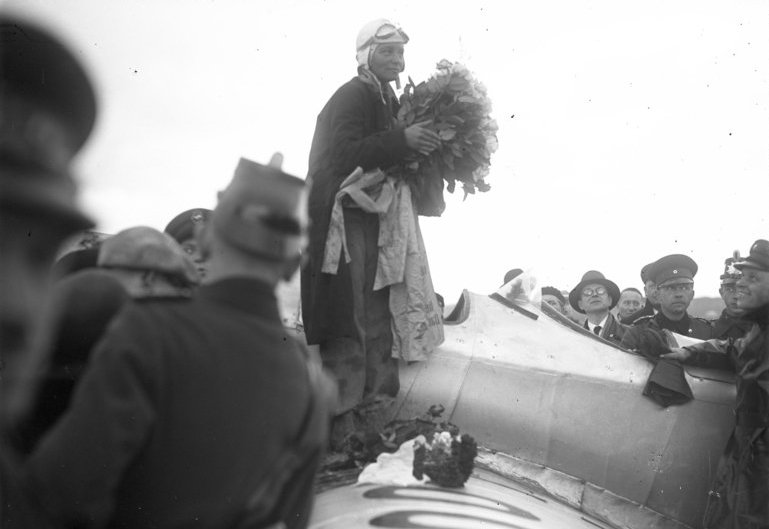
Gefeierte Ankunft Beinhorns auf Berlin-Tempelhof nach ihrem Afrikaflug (April 1931)

Um die Regenzeit zu meiden, verließ Beinhorn am 15. März das Expeditionsteam. Beim Rückflug nach Deutschland musste sie zwischen Bamako und Timbuktu wegen einer gebrochenen Ölleitung im Sumpfgebiet des Niger notlanden. Sie fand bei einem Stamm der Songhai Aufnahme, der nach anfänglichen Verständigungsschwierigkeiten einen Boten nach Timbuktu schickte. Drei Tage verbrachte sie unter unhygienischen Bedingungen und Schlafmangel. Dann erst fand sie ein Französisch sprechender ehemaliger einheimischer Soldat, der aufgrund ihrer Nachricht geschickt worden war und sie nach Timbuktu führen konnte. Krank und völlig erschöpft kam sie schließlich zu Fuß und per Boot dort an. Nach einigen Tagen Erholung ging sie mit einem Team, zu dem unter anderem der später bekannt gewordene französische Forscher Henri Lhote gehörte, zurück in den Urwald, um ihre Maschine zu bergen. Sie konnten jedoch nur den Motor und die Instrumente retten.
In einem Militärflugzeug wurde Beinhorn nach Bamako zurückgebracht. Die B.Z. am Mittag stellte ihr ein Flugzeug zur Verfügung und schickte Theodor Osterkamp sowie einen BZ-Sonderberichterstatter mit der neuen Maschine nach Casablanca. Beinhorn fuhr mit Eisenbahn und Schiff dorthin. Von dort verließ sie am 23. April, über einen Monat nach ihrer Notlandung bei Timbuktu, gemeinsam mit Osterkamp Afrika. Nach einer Notlandung zwischen Sidi bel Abbès und Oran wegen unreinen Treibstoffs trafen sie schließlich in Rom ein. Beinhorn flog allein über Wien zurück nach Deutschland, wo sie von einem Fluggeschwader empfangen wurde und landete am 29. April 1931 in Berlin. Durch den groß aufgemachten Bericht der Berliner Zeitung und sich daran anschließende weitere Veröffentlichungen wurde Beinhorn schlagartig zu einer nationalen Berühmtheit.

### Weltumrundung im Alleinflug (1932)
Nach dem Afrikaflug verbrachte Beinhorn ein halbes Jahr mit Vorbereitungen für ihr nächstes Projekt – eine Weltumrundung im Alleinflug. Sie hielt Vorträge, gab Interviews und lieferte Fotoberichte, um ihre Schulden zu begleichen und den geplanten Flug zu finanzieren. Sie nahm außerdem am Deutschlandflug 1931 teil. Ihre Abreise verzögerte sich erheblich, da die auf ihrer bevorzugten Route liegende UdSSR die Überfluggenehmigung verweigerte. Schließlich entschied sie sich stattdessen für einen Durchflug über den Balkan.
Am Morgen des 4. Dezember 1931 startete Beinhorn von Berlin-Staaken in Richtung Indien. Sie flog mit der D-2160, einer offenen Klemm Kl 26 mit 80-PS-Argus-Motor. Über Breslau, Budapest, Belgrad und Sofia traf sie in Istanbul ein und erkundete die Stadt. Anschließend überquerte sie den Bosporus und den Golf von Alexandretta. Wegen eines Sturms musste sie in Syrien notlanden und absolvierte einen Nachtflug nach Aleppo, wo ihre Maschine von französischen Militärfliegern repariert wurde. Den Euphrat entlang flog sie über Salzwüsten und landete fünf Stunden später in Bagdad. Dort wurde sie vom Generalkonsul Litten empfangen, der ihr verschiedene Empfehlungen ausstellte, die insbesondere durch Beinhorns mangelnde sprachliche Verständigungsmöglichkeiten wichtig für ihr Weiterkommen waren. Anschließend flog sie über Basra in Richtung Buschir, musste aber kurz vor dem Eintreffen bei Bandar Dilama an der Nordküste des Persischen Golfes notlanden, da der Vergaser und Benzinleitungen verstopft waren. Mangels Kommunikationsmöglichkeiten konnte sie ihre Verspätung nicht erklären, was in der Presse zu Spekulationen führte, sie sei verletzt und verschollen. Stattdessen traf sie unbeschadet mit einem Postauto in Buschir ein.
In Buschir lernte sie den US-amerikanischen Flieger Moye Stephens und den Reiseschriftsteller Richard Halliburton kennen, die sich ebenfalls auf einer Weltreise befanden. Sie unterstützten sie bei der Reparatur des Motors und flogen mit ihr gemeinsam ab. In Karachi trafen sie sich erneut und vereinbarten, Weihnachten gemeinsam in Delhi zu verbringen. Beinhorn blieb sechs Tage in Delhi und unternahm einen Ausflug zum Taj Mahal. Am 31. Dezember 1931 traf sie nach einem Flug über Allahabad in Kalkutta ein und verbrachte Silvester im dortigen Deutschen Klub. Sie hoffte, in Kalkutta Marga von Etzdorf zu treffen, die sich auf dem Rückflug von ihrer Berlin–Tokio-Reise befand. Dazu kam es jedoch nicht, da Etzdorf wegen politischer Unruhen auf Grund der Mandschurei-Krise in China aufgehalten wurde. Beinhorn nahm während der Wartezeit an einer Flugshow zu Ehren des Maharadschas von Nepal teil und traf prominente Flieger wie den Australier Charles Kingsford Smith, der ihr von Australien erzählte. Beinhorn begann zu erwägen, den geplanten Flug über Tokio wegen der unsicheren politischen Situation zu streichen und stattdessen über Australien zu reisen. Allerdings hegte sie Bedenken, da mit ihrer kleinen Maschine eine so lange Strecke über See ein Risiko darstelle. Gemeinsam mit Stephens und Halliburton flog sie zunächst in den Himalaya und erfüllte sich den lang gehegten Wunsch eines Flugs zum Mount Everest.

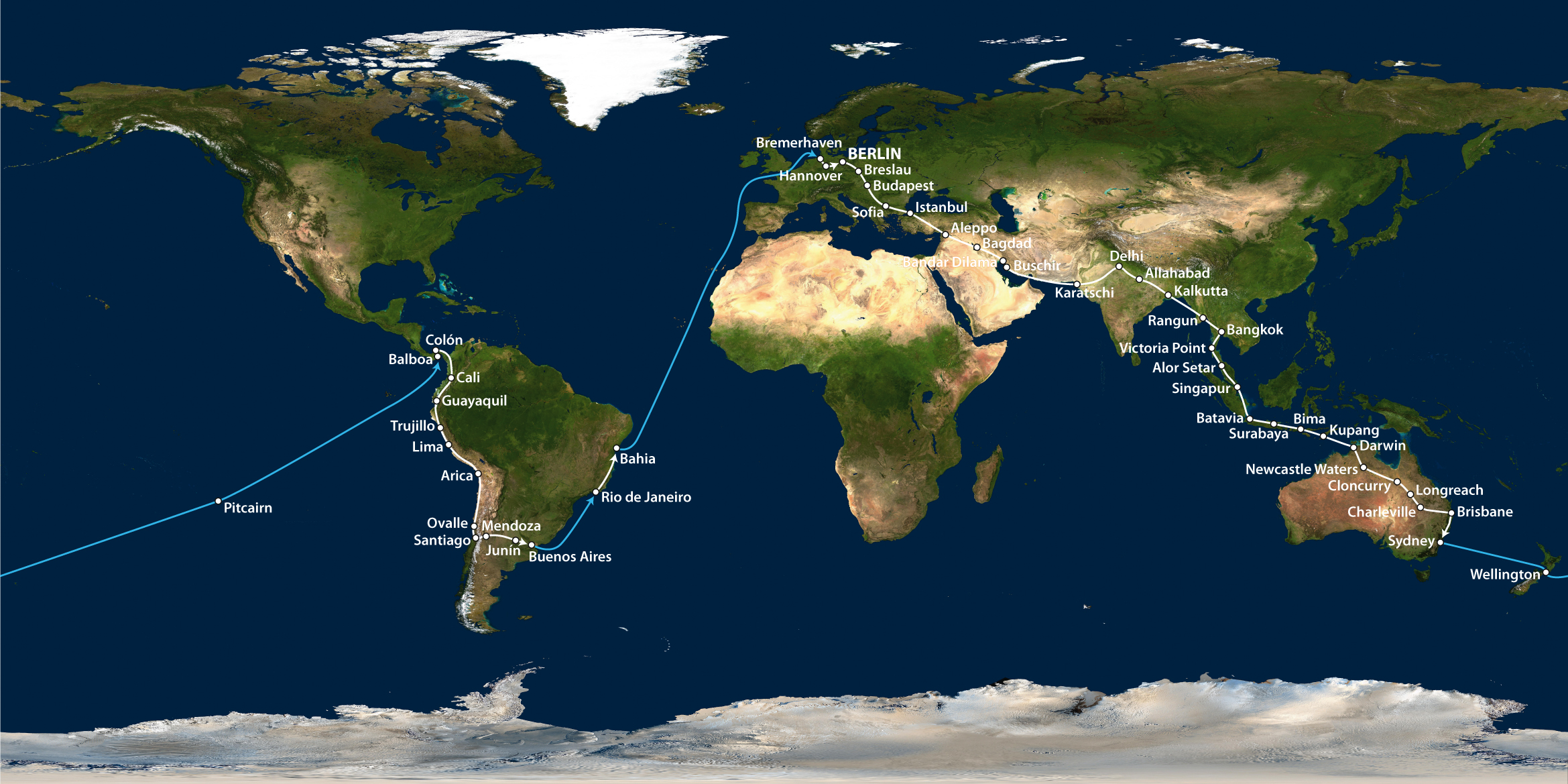
Wichtigste Stationen der Weltumrundung von Elly Beinhorn (1932)

Über die Urwälder von Südburma erreichte Beinhorn schließlich Bangkok. Auf Vorschlag von Prinz Rangsit hin wurde sie dort dem siamesischen Königspaar vorgestellt. Sie verbrachte eine Woche in Siam, das sie sehr beeindruckte und in ihrer Autobiografie mit einer in Kindertagen erträumten „Reise ins Wunderland“ verglich. Anschließend flog sie weiter nach Südosten über Alor Setar nach Singapur, wo sie ihren Motor bei der Royal Air Force durchsehen ließ. Singapur erschien ihr als eine ideale Mischung aus den Vorzügen Europas und der Tropen. Sie traf dort erneut auf Stephens und Halliburton, mit denen sie insgesamt über 10.000 Kilometer zurückgelegt hatte. Hier trennten sich jedoch endgültig ihre Wege, nachdem die beiden Männer Richtung Borneo und zu den Philippinen aufbrachen, während Elly Beinhorn Richtung Sunda-Inseln weiterflog. Bei diesem Flug überquerte sie erstmals den Äquator.
Beinhorns Ankunft auf Java fiel mit der Regenzeit zusammen, die ihr vor allem auf Grund der hohen Luftfeuchtigkeit Probleme bereitete. Zunächst landete sie in Batavia. Sie wurde zu zahlreichen Empfängen geladen, hielt Vorträge und besichtigte die Umgebung, unter anderem eine Chinarindenbaumplantage. Außerdem sprach sie mit anderen Piloten über ihre Pläne, die Timorsee zu überfliegen, was auf große Skepsis traf, da ihre Maschine zu fragil und schwach dafür sei. Sie hielt jedoch an dem Vorhaben fest und erhielt nützliche Karten und Informationen. Dann flog sie weiter nach Soerabaya und unternahm mit dem Dampfer einen mehrtägigen Ausflug nach Bali. Hier besuchte sie auf Vorschlag von Victor von Plessen den Künstler Walter Spies, der mit seinem Cousin Konrad in Ubud lebte. Als Beinhorn mit Konrad Spies einen Badeausflug unternahm, kam es zu einem tragischen Unglück. Er wurde in ihrer Anwesenheit von einem Hai oder Barrakuda angegriffen und verstarb kurz darauf im Hospital. Dieses Erlebnis belastete Beinhorn noch mehrere Monate und überschattete die weitere Reise.
Über Soerabaya flog Beinhorn weiter nach Bima auf der Insel Sumbawa, wobei sie in ein starkes Tropengewitter geriet. In Koepang auf Timor wohnte sie in einem Regierungsrasthaus und traf letzte Vorbereitungen für ihren Flug nach Australien. Der vom Regen durchweichte Boden bereitete ihr Sorgen, doch der Start verlief reibungslos. Sieben Stunden sollte der Flug über die Timorsee dauern. Um ihre Aussichten auf Rettung bei einer Notlandung zu verbessern, ließ sie sich von drei englischen Wasserflugzeugen begleiten, blieb aber im Gegensatz zu ihnen eher in Küstennähe. Ohne Zwischenfälle trafen sie am 22. März 1932 in Darwin ein, wo sie von einem begeisterten Publikum empfangen wurden. Zwei Tage später flog Beinhorn weiter in Richtung Sydney. Sie empfand die Flugbedingungen in Australien als nahezu ideal, da die Routen von regelmäßigen Notlandeplätzen und künstlichen Brunnen gesäumt waren. Nach der Zwischenlandung auf einer Rinderfarm in Newcastle Waters flog sie fünf Tage weiter nach Osten über den Busch, über Cloncurry und Longreach, bis sie schließlich Ostern in Charleville verbrachte. Kurz vor Brisbane wurde sie von einem Geschwader des Aero-Klubs begrüßt. Nach ihrer Landung folgten zahlreiche Empfänge, Radio- und Filminterviews, Anforderungen von Vorträgen und Abarbeiten von umfangreicher Post. Anschließend flog sie sechs Stunden an der Küste des Stillen Ozeans nach Sydney, wo sie am 2. April eintraf. Ein Ehrengeschwader, zu dem auch Kingsford Smith gehörte, empfing sie an der kurz zuvor eingeweihten Sydney Harbour Bridge. Auch hier wurde sie feierlich begrüßt, von den Medien interviewt und zu Empfängen geladen. Laut ihrer Autobiografie empfand Beinhorn dieses Programm eher als anstrengende Pflicht, insbesondere das häufige Halten von Reden. Sie betont darin jedoch die Liebenswürdigkeit und Gastfreundschaft der Australier und bezeichnet Sydney als eine der schönsten Städte, die sie je gesehen hat.
Beinhorn verbrachte fast einen Monat in Sydney und organisierte dort die Weiterreise über den Südpazifik nach Südamerika. Diese Strecke war für die einmotorige Klemm zu weit. Also wurde sie zerlegt und auf einem Schiff nach Neuseeland gebracht. Dort wurde sie umgeladen, um ihre Reise über den Stillen Ozean anzutreten. In Masterton hielt Beinhorn eine Rede und wurde als erste Frau zum Ehrenmitglied des neuseeländischen Aero-Klubs ernannt. Ab Wellington fuhr sie mit dem Touristenschiff Ionic nach Panama. Die Überfahrt dauerte ca. einen Monat und war nur von einem Halt bei Pitcairn unterbrochen. Nach ihrer Ankunft in Balboa musste sie erfahren, dass es nicht möglich sei, von dort aus weiterzufliegen, da es entlang der gesamten 2000 km der südamerikanischen Westküste keinen Flugplatz und kein Benzin gäbe. Zudem war die Küste von steil ins Meer abfallenden, urwaldbedeckten Berghängen geprägt, was Notlandungen nahezu unmöglich machte. Beinhorn fuhr zunächst nach Colón, wo sie auf einem US-amerikanischen Militärflugplatz Unterstützung fand. Ihr Flugzeug wurde wieder aufgebaut und mit sechs Zusatztanks versehen, die ihr elf Stunden ununterbrochenen Flug ermöglichen sollten. Im Gegenzug musste sie jedoch einen großen Teil ihres Gepäcks zurücklassen. Außerdem erfuhr sie von einem Notlandeplatz im Landesinneren bei Cali in Kolumbien. Sich entlang der Funkstationen der Pan American-Grace Airways orientierend, traf sie schließlich als erste Sportfliegerin auf diesem Landeplatz in 1000 Meter Höhe ein. Von dort flog sie weiter nach Trujillo in Peru und besichtigte die Ruinen von Chan Chan. In Lima wurde sie vom peruanischen Präsidenten Sánchez Cerro als Ehrengast empfangen. Laut Beinhorn bat Cerro sie, ihn auf ihren Weiterflug mitzunehmen, weil er sich in seinem Amt unbeliebt und bedroht fühlte. Sie lehnte völlig überrascht ab, da es ihr schon aus technischen Gründen heraus nicht möglich war, einen Passagier zu befördern. Vor ihrem Abflug im Juni 1932 verlieh der Luftfahrtminister Beinhorn das peruanische Fliegerkreuz. Später erfuhr sie von Cerros Ermordung im darauf folgenden Jahr.
Von Lima flog Beinhorn weiter nach Chile, zunächst über Arica und Ovalle bis nach Santiago, wo sie wiederum herzlich begrüßt wurde und zu Empfängen geladen wurde. Zu dieser Zeit befand sich Chile in einer Wirtschaftskrise und es herrschte politisches Chaos. Durch die Regierungswechsel war Beinhorn gezwungen, drei Mal neue Genehmigungen für ihren Weiterflug einzuholen. Sie nutzte die Zeit für Film- und Fotoaufnahmen, mit denen sie ihre Vorträge illustrieren wollte und bereitete sich auf ihren schwierigen Flug über die Anden vor. Der Pass, den Beinhorn anfliegen wollte, lag auf 4800 m Höhe. Um mit der Klemm so hoch steigen zu können, musste sie weiteren Ballast zurücklassen. Das Gepäck sollte ihr per Verkehrsmaschine nachgeschickt werden. Sie ließ das Flugzeug außerdem mit einem Sauerstoffgerät ausrüsten. Die Strecke nach Mendoza in Argentinien betrug ungefähr 250 km und Beinhorn hoffte, sie in zwei Stunden bewältigen zu können. Oben auf dem Pass geriet sie in einen gefährlichen Aufwind, kam jedoch schließlich wohlbehalten an. Durch starke Sandstürme verzögerte sich ihre Weiterreise um einen Tag und in Junín musste sie wegen einer brüchigen Zylinderkopfdichtung notlanden. Nachdem sie den Schaden begutachtet hatte, füllte sie nur Öl nach und flog nach Buenos Aires weiter, um die Reparatur dort durchzuführen.
In der argentinischen Hauptstadt wurde sie erneut mit allen Ehren empfangen. Von dort wollte Beinhorn zunächst nach Rio de Janeiro fliegen, um dann ein Schiff nach Europa zu nehmen. Schlechtes Wetter zwang sie jedoch dazu, die Klemm abzubauen und bereits in Argentinien an Bord zu gehen. Am 1. Juli fuhr sie mit der Cape North nach Rio de Janeiro. Dort stellte ihr das Condor Syndikat eine Maschine zur Verfügung, mit der sie nach Salvador da Bahia vorausfliegen konnte, was zur letzten internationalen Station ihrer Weltreise wurde. Während der folgenden drei Wochen andauernden Überfahrt schrieb Beinhorn an ihrem späteren Bestseller Ein Mädchen fliegt um die Welt, in dem sie ihre Erlebnisse verarbeitete. Dann legte die Cape North in Bremerhaven an, wo sie von einer Menschenmenge begrüßt wurde. Im Begrüßungskomitee war auch Marga von Etzdorf, die ihr zur Rückkehr mit unbeschädigter Maschine gratulierte. Am 26. Juli 1932 flog Beinhorn mit der wieder zusammengebauten Klemm zunächst zum Empfang nach Hannover und schließlich zurück zum Ausgangspunkt ihrer Reise, Berlin.
Beinhorns Freude über die gelungene Weltumrundung wurde von der Nachricht überschattet, dass sich ihre Schulden in der Zwischenzeit auf 16.000 Reichsmark summiert hatten. Dieses Problem hätte das Ende ihrer Karriere als unabhängige Fliegerin bedeuten können. Es wurde jedoch durch Paul von Hindenburg gelöst, der sie mit dem mit 10.000 Reichsmark dotierten Hindenburgpokal für die beste sportfliegerische Leistung auszeichnete. Der Reichsverband der Deutschen Flugzeugindustrie übernahm die restliche Summe, so dass Beinhorn ihre weiteren Flugpläne in die Tat umsetzen konnte.

### Zweiter Afrikaflug: Transafrikana (1933)

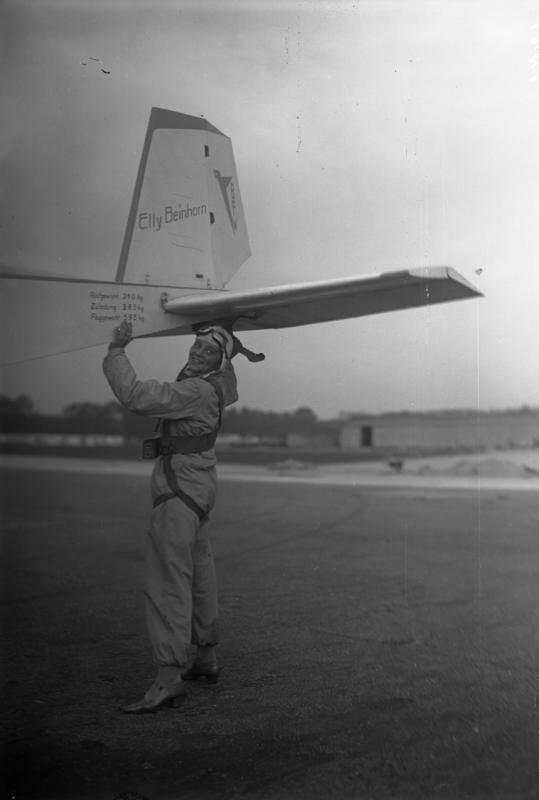
Elly Beinhorn 1933

Ihre große Popularität nach dem Weltflug erleichterte Beinhorn die Finanzierung der folgenden Flüge. Mit Vorträgen, Reiseberichten und ihren Filmen und Fotos verdiente sie innerhalb weniger Monate das notwendige Reisekapital, und ein neues Flugzeug wurde ihr zur Verfügung gestellt. Dabei handelte es sich um das experimentelle Modell He 71, das Heinkel speziell für diesen Flug konstruiert hatte, eine kleine Maschine mit einem Sitz und geschlossener Kabine. Im Sommer 1933 brach sie darin zu einer Afrika-Umrundung auf. Von Berlin aus wollte sie über Konstantinopel und Aleppo nach Kairo, und danach, den Nil entlang, über Khartum nach Juba, und schließlich über Nairobi und Johannesburg nach Kapstadt fliegen.
Beinhorn, die während des Flugs durch ein Telegramm vom Tod Etzdorfs erfahren hatte, bekam zusätzliche Probleme durch den Bürokratismus der Kolonialverwaltungen in Afrika. So war es beispielsweise Frauen verboten, ohne männlichen Geleitschutz den Sudan zu überfliegen. Nachdem ihre Einsprüche unbeachtet geblieben waren, schloss sie sich zwei Engländern an, die offiziell ihren Schutz übernahmen. Als diese jedoch unterwegs notlanden mussten, flog Beinhorn – nach der Feststellung, dass sie sich nicht in Gefahr befanden und nur ein Reifen geplatzt war – alleine weiter. In Juba wurde sie jedoch festgehalten – ohne Begleiter kein Weiterflug. Als Frau ohne Begleitung war es ihr wiederum nicht erlaubt, zu den beiden Engländern zurückzufliegen und ihnen einen Schlauch zu bringen. Schließlich bekam sie von der britischen Kolonialverwaltung eine Ausnahmebewilligung und konnte den Flug planmäßig fortsetzen und abschließen. Insgesamt legte sie dabei ca. 28.000 Kilometer zurück.
Ihre Reise nach Afrika war aber nicht nur sportlich, sondern auch politisch motiviert. Elly Beinhorn wollte damit die Politik des neuen Regimes in den ehemaligen deutschen Kolonien bekannt machen. Beinhorn bemerkte dazu, sie sei stolz darauf, durch ihren Flug den Deutschen in den früheren Kolonien die Grüße „unseres neuen Luftfahrtministers Hermann Göring zu überbringen.“ In dem 1933 erschienenen Buch 180 Stunden über Afrika heißt es dazu: „Diese Flüge haben ein politisches Ziel. Elly Beinhorn beabsichtigt, die öffentliche Meinung in den von ihr besuchten Ländern über die Lage im Deutschland Hitlers aufzuklären.“ Ihren Afrikaflug sah sie selber als Propaganda an: „Gerade mit einem Flugzeug hat man bei verhältnismäßig geringen Aufwand große Propagandamöglichkeiten.“
Auf der Rückreise machte sie eine Zwischenlandung in Rom. Dort wurde sie von Benito Mussolini empfangen. Aus ihrer Bewunderung für den italienischen Diktator machte sie keinen Hehl: „[I]ch freue mich, daß ich (..) einem der Größten unserer heutigen Geschichte die Hand geben durfte.“ Beinhorn äußerte zudem Bewunderung für den italienischen Luftmarschall Italo Balbo, der für sie als „berühmter Kollege“ galt. Er zählte zu den engsten Vertrauten Mussolinis. Für Balbos Propagandaflug mit insgesamt 24 Kampfflugzeugen über den Atlantik, ebenfalls im Sommer 1933 gestartet, fand sie lobende Worte. Es sei eine „fliegerische Großtat, die die Welt noch nicht gesehen hatte“. 1937 lud Balbo Elly Beinhorn und ihren Mann Bernd Rosemeyer zu einem Empfang in seinem Gouverneurspalast in Tripolis ein. Anlass war ein Autorennen. Beinhorn beschrieb in ihrem Buch Mein Mann, der Rennfahrer ihre „Begeisterung für den Marschall“. Die „natürliche Liebenswürdigkeit unseres Gastgebers“ habe sie bezaubert.
Ihre Erlebnisse auf diesem Flug beschrieb sie in dem Buch 180 Stunden über Afrika, 1933 bei Scherl, Berlin erschienen. Eine überarbeitete Fassung ihres Reiseberichtes erschien 1939 unter dem Titel Berlin–Kapstadt–Berlin. Mein 28000-km-Flug nach Afrika in der Reihe Deutsche Soldatenbücherei beim Militärverlag Karl Siegismund.
In ihrer Autobiographie Alleinflug wird die Afrikareise von 1933 gar nicht erwähnt.

### Amerikareise (1934)
Elly Beinhorn verfügte nun über eine deutlich schnellere Klemm Kl 32 mit einem 160-PS-Siemens Sh 14a-Motor, Kabine und drei Sitzen, von denen sie einen durch einen Zusatztank ersetzte. Damit wollte sie die historischen Städte der Maya auf der Halbinsel Yucatán in Mittelamerika besuchen. Ein Flug alleine dorthin hätte sich jedoch nicht gelohnt, weshalb sie diese Reise mit einem Besuch der USA verband.
Mit dem Dampfer Portland reiste sie in Richtung Panamakanal. Dort nahm sie Kontakt zum Kommandeur der US-Luftwaffenbasis, Major Brereton auf, der ihr Unterstützung zusicherte. Beim Wiederaufbau der Klemm zeigten sich Unregelmäßigkeiten am Propeller, die notdürftig gelöst wurden. Beinhorn bekam jedoch auf dem Weg nach Costa Rica so gravierende Probleme, dass sie in San José notlanden musste. Mit einer Verkehrsmaschine flog sie nach Guatemala. Nach einem Abstecher nach Chichicastenango, wo sie sich über die Nachfahren der Mayas informierte, holte sie den neu bestellten Propeller ab und flog mit der Klemm nach Mérida. Dort hielt sie eine Begrüßungsansprache im Radio und bekam vom Gouverneur einen Pullmann-Wagen gestellt, der sie und ihre Begleiter nach Dzitas brachte, von wo aus sie schließlich bis Chichén Itzá fuhren. Beinhorn, die es bevorzugte, die Maya-Ruinen auf eigene Faust zu erforschen, schickte ihre Begleiter zurück und verbrachte mehrere Wochen allein auf dem Gelände. In ihrer Autobiografie betont sie, froh gewesen zu sein, dass der Massentourismus bei ihrer Ankunft noch nicht Einzug gehalten hatte.
Anschließend flog Beinhorn in die Vereinigten Staaten. In Los Angeles traf sie Moye Stephen wieder, mit dem sie zu Beginn ihres Weltfluges einige Zeit lang gemeinsam geflogen war. Sie verbrachte mehrere Wochen in Kalifornien, wo sie unter anderem bei Stephens Familie wohnte. Dann besuchte sie Amelia Earhart in Kansas, Jimmy Doolittle und andere Bekannte. Im Norden der Staaten hielt sie zahlreiche Vorträge und zeigte ihre Filme. Sie folgte einer Einladung der Pilotinnen der Ninety Nines zum Gespräch und gemeinsamen Flug. Zusammen mit Thea Rasche nahm sie schließlich das Dampfschiff zurück nach Deutschland.

### Rekordflug über zwei Kontinente in 24 Stunden (1935)

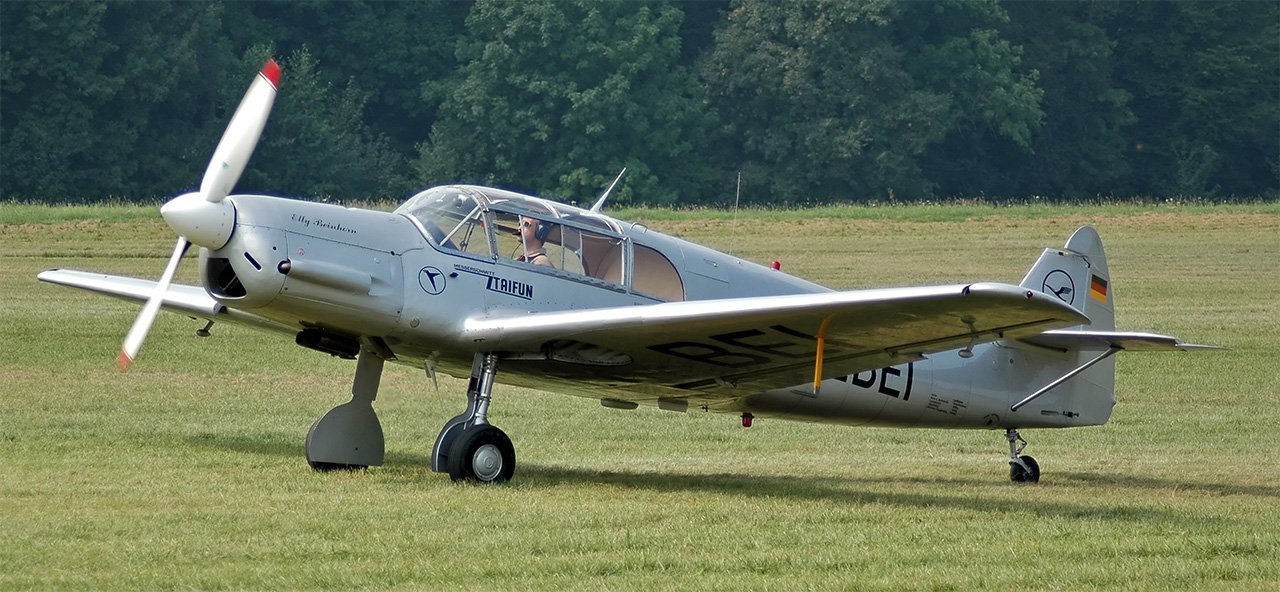
Die Messerschmitt Bf 108 B „Taifun“ der Lufthansa Berlin-Stiftung

Während ihres Aufenthalts in den Vereinigten Staaten hatte Beinhorn auch einige Flugzeugwerke besichtigt und war beeindruckt vom Stand der dortigen Technik. Die komfortablen US-amerikanischen Reisemaschinen erschienen ihr weit besser für Langstreckenflüge und Werbezwecke geeignet als ihre bisherigen Flugzeuge von Klemm. Als sie in Deutschland diese Überlegungen äußerte, wurde sie auf die neu entwickelte Bf 108 (ab 1938: Messerschmitt Bf 108) der Bayerischen Flugzeugwerke (BFW) hingewiesen. Sie fuhr zu den BFW nach Augsburg, nahm die Maschine in Augenschein und unternahm einen Testflug. Die Vorteile in Form des luftgekühlten Hirth-Achtzylindermotors, der bis zu 300 km/h erlaubte, das Einziehfahrwerk und die vier Sitzplätze überzeugten sie sofort. Sie lieh sich die Maschine für einen Flug nach London und fasste den Entschluss, mit ihr eine weitere Reise zu unternehmen. Ihr kam die Idee eines Rekordflugs, der die bisher noch unbekannte Bf 108 in das Zentrum des öffentlichen Interesses stellen würde. Außerdem überlegte sie sich einen neuen Namen, der für Schnelligkeit sprach und taufte die Maschine „Taifun“. Später fand der Name für alle Bf 108 allgemeine Verwendung. Bis zum Krieg flog Beinhorn sieben oder acht Maschinen des Typs, wobei sie jeweils auf das neueste Modell wechselte.
Ihren Plan vom Rekordversuch unterbreitete Beinhorn dem BFW-Vorstand, der nach einigen Einwänden schließlich zustimmte. Sie wollte innerhalb von 24 Stunden von Deutschland nach Asien fliegen und wieder zurück. Als Ausgangspunkt wählte sie die Stadt Gleiwitz in Oberschlesien, um die Flugstrecke bis zur asiatischen Seite des Bosporus möglichst kurz zu halten. Sie startete am 13. August 1935 um 3:40 Uhr und flog bei dichtem Bodennebel bis zur ungarischen Puszta, bis sie schließlich die Stadt Hajdúnánás erkennen konnte. Dann überflog sie die Transsilvanischen Alpen. Um 6 Uhr hatte sie bereits fünf Länder überquert. Über Istanbul erreichte sie um 9:20 Uhr den Wendepunkt ihrer Reise, Haidar-Pascha, wo jedoch keine Landemöglichkeit bestand, so dass ihr Ankommen dort nur durch einen türkischen Major beurkundet und telegrafiert wurde.
Auf dem Rückweg landete Beinhorn dafür 14 Minuten später in Yeşilköy, wo ihr ein festlicher Empfang bereitet wurde. Sie schlug das Angebot eines Frühstücks jedoch aus und flog um 10:47 Uhr bereits weiter, da der Rückweg 450 Kilometer länger war und eine Gewitterfront über den Alpen ihr Sorgen bereitete. Stattdessen hatte sie über der Hohen Tatra Probleme mit dichten Wolken und musste einen Blindflug absolvieren. Schließlich erreichte sie Gleiwitz und nach Durchqueren einer Schlechtwetterfront um 18:08 Uhr Berlin-Tempelhof. Damit hatte sie – in nur 14:30 Stunden – insgesamt 3470 Kilometer zurückgelegt und einen neuen Rekord aufgestellt.

### Ehe mit Bernd Rosemeyer und weitere Langstreckenflüge (1935–1939)

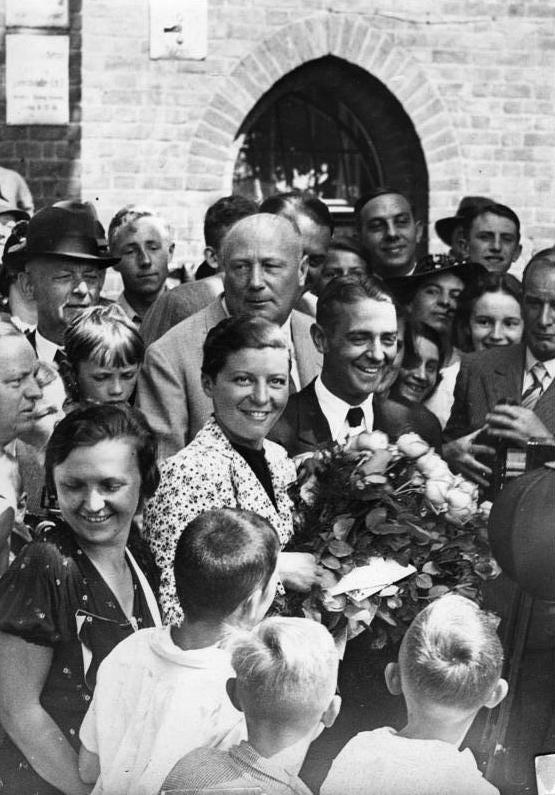
Elly Beinhorn und Bernd Rosemeyer bei ihrer Hochzeit (1936)

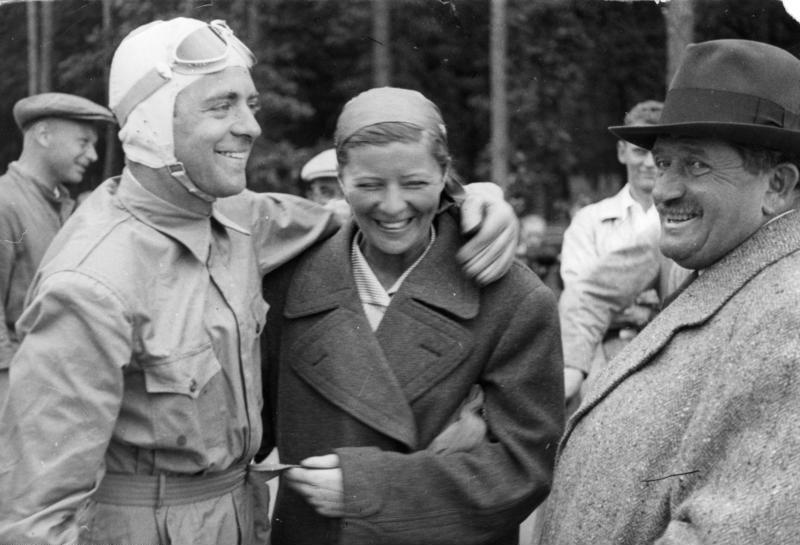
Bernd Rosemeyer, Elly Beinhorn und Ferdinand Porsche, 1937

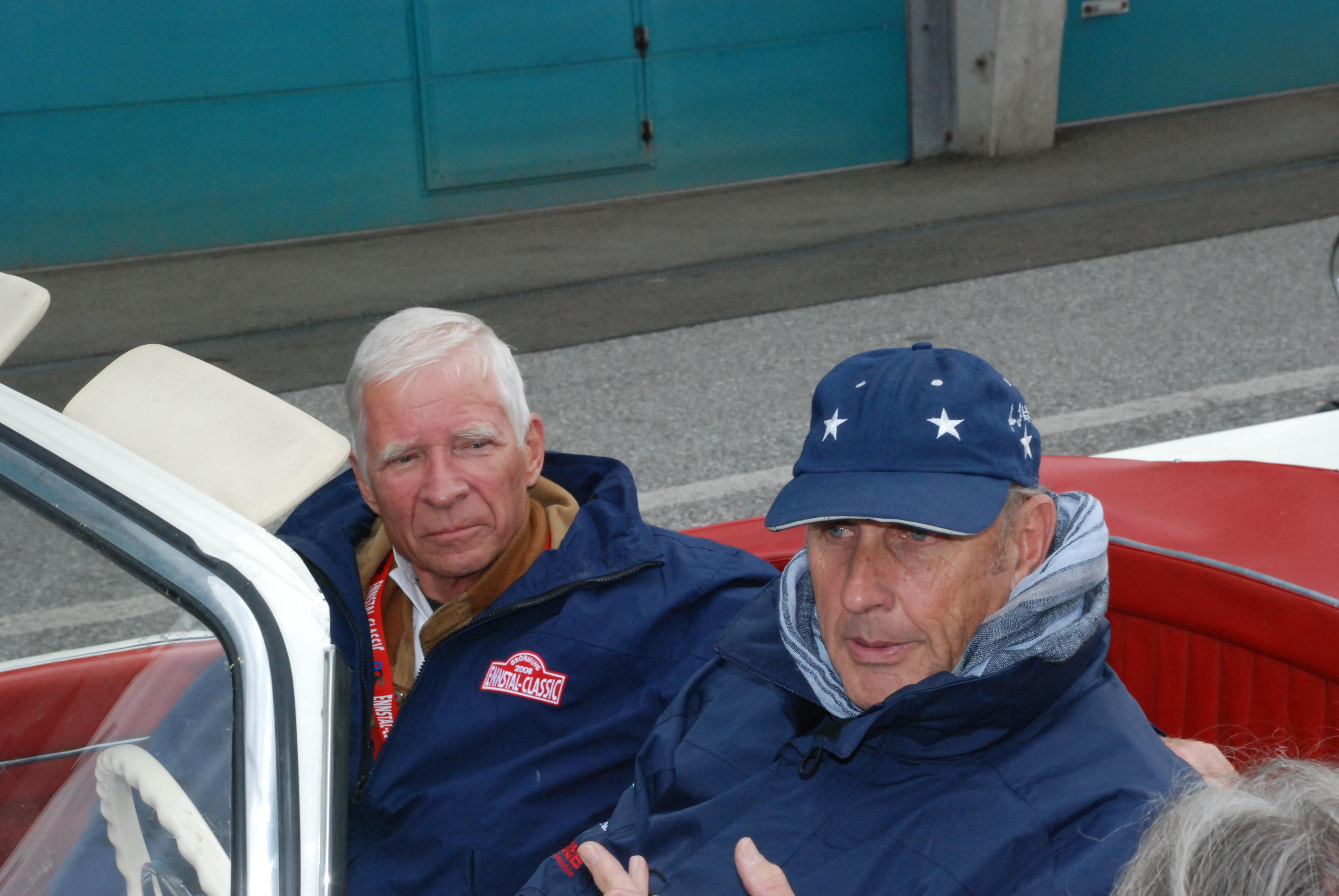
Beinhorns Sohn Bernd Rosemeyer jun. (links) und Hans-Joachim Stuck (rechts), 2008

Im September 1935 besuchte Elly Beinhorn den Masaryk-Ring bei Brünn, wo der Große Preis der Tschechoslowakei ausgetragen wurde. Dort lernte sie den Rennfahrer Bernd Rosemeyer kennen, der gerade seinen ersten Sieg errungen hatte. Sie begannen bald ein Verhältnis miteinander. Rosemeyer begleitete Beinhorn auf ihren Vortragsreisen in Sachsen und Berlin, sie vermied es jedoch, bei seinen Rennen offiziell als Partnerin zu erscheinen. Während Rosemeyer sich ihrer Beziehung sicher war und eine Heirat für selbstverständlich hielt, hatte sie Zweifel. Beinhorn befand sich auf dem Höhepunkt ihrer Karriere, ihre finanzielle Lage ließ problemlos neue Langstreckenflüge zu und sie durfte die neuesten Sportflugzeuge zu Testzwecken fliegen. Heirat und Gründung einer Familie stellten ihre Fliegerkarriere in Frage. Zudem hatten ihre Eltern Vorbehalte gegen die Beziehung mit einem Rennfahrer. Bernd Rosemeyer konnte Beinhorn jedoch überzeugen und am 13. Juli 1936 heirateten sie.
Einen Tag nach der Hochzeit wurde das neue Modell der Bf 108 „Taifun“ geliefert. Beinhorn hatte schon im Juni einen weiteren Rekordversuch geplant, durch die verspätete Lieferung der Maschine konnte sie jedoch nun erst mit Versuchsflügen beginnen. Zur gleichen Zeit trainierte Rosemeyer auf dem Nürburgring für den Großen Preis von Deutschland. Da Beinhorns Rekordversuch schon lange geplant und bekannt war, hatte er ihm zugestimmt, die räumliche Trennung missfiel ihm jedoch. Zwei Tage vor seinem Rennen traf Beinhorn ein und war zum ersten Mal offiziell als seine Ehefrau im Publikum. Rosemeyer gewann den Großen Preis von Deutschland und erlebte auch in den folgenden Monaten eine durchgehende Siegesserie, die ihn überaus populär machte.
Während Rosemeyer im italienischen Livorno trainierte, flog Beinhorn über Istanbul nach Damaskus. Dort war der Startpunkt für ihren Rekordflug, der sie an einem Tag über drei Kontinente führen sollte. Am 6. August 1936 startete sie um zwei Uhr morgens. Bei Sonnenaufgang hatte sie Kairo erreicht, wo sie zwischenlandete. Von Kairo flog sie ca. 1000 Kilometer über das Mittelmeer nach Athen (Flugplatz Dekelia). Als sie von dort nach Berlin abfliegen wollte, riss ein hochgeschleuderter Stein auf dem Rollfeld das Seitenruder weg. Techniker der Deutschen Lufthansa reparierten den Schaden und Beinhorn konnte ihren Flug planmäßig fortsetzen. Nach 3750 Kilometern landete sie am Abend wohlbehalten auf dem Flughafen Berlin-Tempelhof.
Da Rosemeyers Start beim Großen Preis von Südafrika bevorstand, bot Beinhorn an, ihn mit ihrer Maschine dorthin zu bringen. Die Auto Union AG stimmte zu und so flog das Ehepaar in acht Tagesetappen nach Johannesburg, unterbrochen von Ausflügen in den afrikanischen Busch. Nachdem Rosemeyer ein weiteres Rennen in Kapstadt absolviert hatte, nutzten sie den restlichen Aufenthalt als verspätete Hochzeitsreise. Sie besuchten Freunde in Windhuk, südwestafrikanische Farmen und die Victoriafälle. Mit technischen Problemen kämpfend, wie einem Riss im Propeller und einem abgebrochenen Spornrad, flogen sie über Nairobi, Juba, Khartum bis nach Kairo, wo ihr Propeller ausgetauscht wurde und sie den Rückflug über Athen und Saloniki antraten. Nach einer Notlandung vor Budapest musste Beinhorn wegen Nebels in Dresden landen. Rosemeyer fuhr mit dem Zug vor, so dass sie schließlich allein in Berlin eintraf.
Rosemeyer fand Gefallen am Fliegen, nahm Flugstunden und kaufte sich eine Klemm Kl 35. Er nahm in der Folgezeit an Autorennen in Europa, Libyen und Asien teil, zu denen ihn Beinhorn – bereits schwanger – begleitete. Am 12. November 1937 kam in Berlin ihr Sohn, Bernd Rosemeyer Junior, zur Welt, der später als Orthopäde in München arbeitete.
Am 28. Januar 1938 wurde der Wagen Rosemeyers bei einem Rekordversuch auf der Autobahn Frankfurt–Darmstadt nahe der Ausfahrt Langen/Mörfelden bei einer Geschwindigkeit von ca. 430 km/h von einer Seitenwindböe erfasst und überschlug sich mehrmals. Rosemeyer war auf der Stelle tot.
Im darauf folgenden halben Jahr schrieb Beinhorn eine Biografie über ihren verstorbenen Mann. Die zuvor gemeinsam geplante Biografie Mein Mann, der Rennfahrer. Der Lebensweg Bernd Rosemeyers, wurde 1938 mit 77 Abbildungen veröffentlicht. „Alles Wesentliche in Deinem Leben war heroisch und groß angelegt“, schrieb sie im Vorwort. Kondolenzschreiben von Hitler und anderen NS-Größen sind im Buch, das sich über 200.000-mal verkaufte, abgedruckt.
Danach begann sie wieder zu fliegen, was ihr nach eigenen Angaben sehr dabei half, in das Alltagsleben zurückzukehren. Sie übernahm Aufträge der Messerschmitt AG, zunächst eine Reise nach Bukarest, wo sie den Piloten eines Ministers von Carol II. auf ein neu gekauftes Flugzeug umschulte und Magda Lupescu kennenlernte.
1939 unternahm Beinhorn eine weitere Asienreise, während ihr Sohn bei seinem Großvater väterlicherseits in Lingen blieb. Messerschmitt hatte sie mit einem Flugzeug ausgestattet, das sie einem Maharadscha im indischen Baripada vorführen sollte. Über Basra flog sie zunächst nach Indien, um ihren Auftrag zu erfüllen. Danach besuchte sie Freunde in Siam, flog nach Akyab und Rangoon, wo sie auf einem Reisfeld notlanden musste. Die Einreise nach China und Japan wurde ihr auf Grund der politischen Situation verwehrt. Ihr Rückflug führte über Kalkutta und Bombay, Teheran, Bagdad, die Türkei und Ungarn nach Berlin. Zwei Monate nach ihrer Rückkehr begann der Zweite Weltkrieg.

### Zweiter Weltkrieg und Ehe mit Karl Wittmann
Im Herbst 1939 begann der Zweite Weltkrieg und Sportfliegen war nicht mehr möglich. Beinhorns Taifun wurde beschlagnahmt und als Kuriermaschine bei der Luftwaffe eingesetzt. Am 26. September 1941 heiratete sie den Industriekaufmann Karl Wittmann (1904–1976). Sie wohnten in einer Atelierwohnung in der Bayernallee 10 in Berlin-Westend. Am ersten Jahrestag der Hochzeit kam ihre Tochter Stefanie Elly Barbara in Berlin zur Welt.
Anders als Beate Uhse, Hanna Reitsch und Melitta Gräfin Schenk von Stauffenberg war Beinhorn keine Luftwaffenpilotin. Sie überführte zwar zu Beginn des Krieges einige reparierte Flugzeuge von der Werkhalle an den Einsatzort. Nach der Geburt ihrer Tochter und der Zunahme von Bombenangriffen stellte sie jedoch jede fliegerische Tätigkeit ein, um in der Nähe ihrer Kinder bleiben zu können.
Da die Bombardierungen auf Berlin zunahmen, zog Beinhorn mit den Kindern zunächst nach Garmisch-Partenkirchen und dann im Sommer 1943 auf ein Gut in Ostpreußen, das einem befreundeten Ehepaar gehörte und zunehmend mehr Flüchtlinge aufnahm. Im Februar 1944 erfuhr sie, dass ihre Wohnung in Berlin ausgebombt worden war, wodurch viele Unterlagen und Erinnerungsstücke an ihre Flüge verloren gingen. Als die Ostfront immer näher rückte, flüchtete sie mit ihren Kindern und fand schließlich in Trossingen nahe dem Schwarzwald eine neue Unterkunft. Dort lebten sie die nächsten zehn Jahre.

### Nachkriegszeit und letzte Lebensjahre
Nach dem Zweiten Weltkrieg war es deutschen Staatsbürgern vorerst verboten, zu fliegen. Als Beinhorn 1948 den Segelflugplatz Klippeneck auf der Schwäbischen Alb besuchte, um die Segelflieger zu beobachten, bot ihr jedoch der französische Kommandant einen Flug über den von ihm geleiteten Platz an. Trotz kaum vorhandener Segelflugerfahrung – kurz vor ihrer Hochzeit hatte sie in Grunau den C-Schein erworben – stimmte sie zu, um nach sechs Jahren zum ersten Mal wieder fliegen zu können.

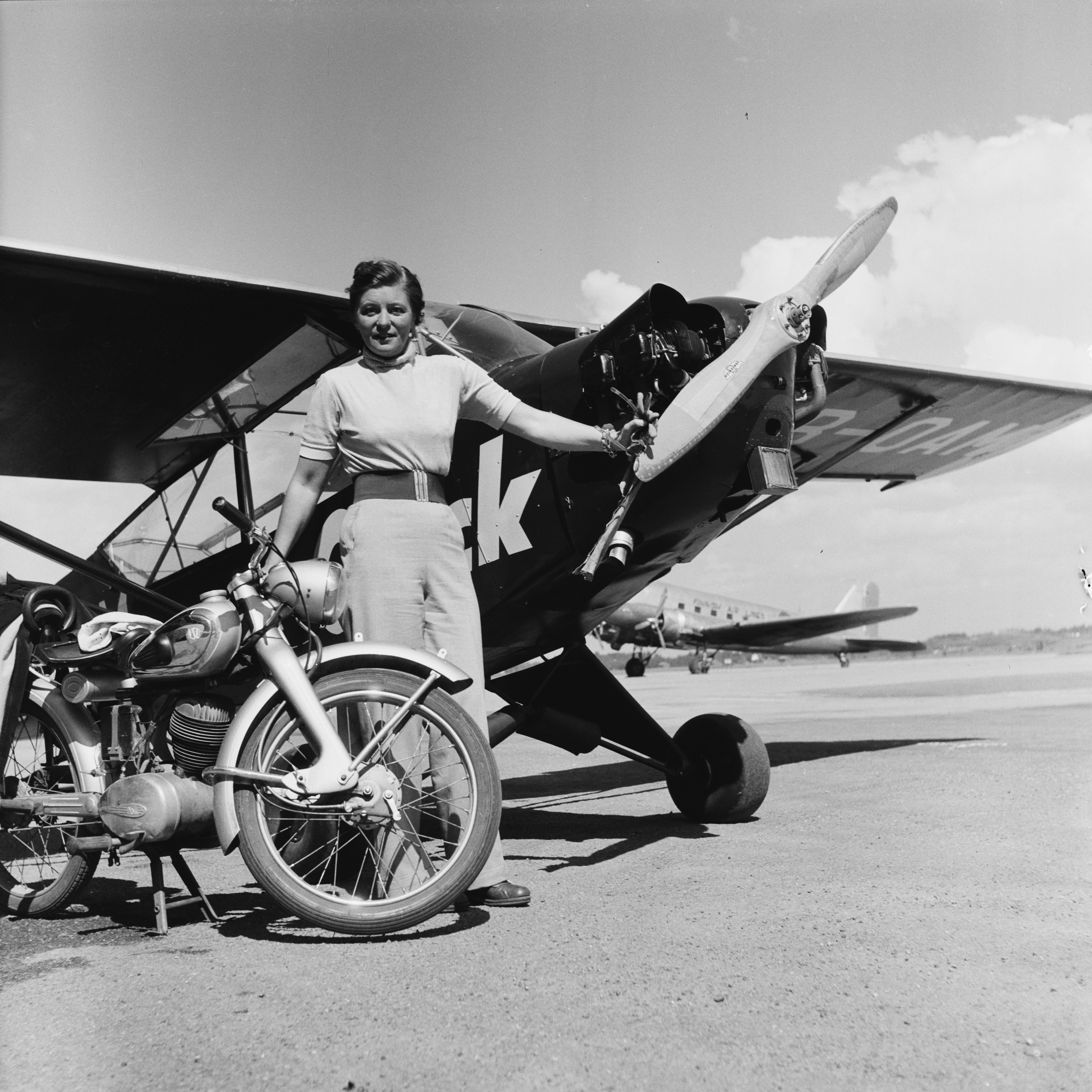
Elly Beinhorn mit ihrem Flugzeug 1952 am Flughafen Helsinki-Malmi

Im Frühjahr 1951 bekam Beinhorn aus der Schweiz ein Angebot zur Charterung der HB-OAM, einer Piper J-3C-65/L-4H Cub mit 65 PS. Zusätzlich wurde ihr zugesichert, ihren Pilotenschein in Bern erneuern zu dürfen, was in Deutschland immer noch verboten war. In Hamburg bekam sie Shell-Tankgutscheine ausgestellt. So ausgerüstet war sie als Journalistin und Fotografin für eine Illustrierte tätig. Ausgangspunkt ihrer Flüge war der Flugplatz Neuchâtel, wo die Piper stand. Ihr erster Auftrag bestand darin, einen Reporter nach Rovigo in Italien zu bringen, wo er Fotos von Überschwemmungen machte. Anschließend wurde sie nach Bengasi geschickt, wo in einem Zivilarbeitslager der erste deutsche Auslandssender nach dem Krieg errichtet worden war. So konnte Beinhorn zum ersten Mal nach 14 Jahren wieder nach Afrika fliegen. Zunächst flog sie nach Rom, wo ihr Visum ausgestellt wurde, dann weiter über Sizilien. Vor Afrika verlor sie auf Grund verunreinigten Treibstoffs massiv an Höhe, schaffte es jedoch bis zum Kap Bon. Über Tunis ging es weiter nach Tripolis, wo sie versehentlich auf dem US-amerikanischen Militärflugplatz landete, dann aber zum englischen Zivilflughafen gebracht wurde. Der letzte Flugtag nach Bengasi bereitete ihr Sorgen, weil es nach dem Krieg auf dieser Strecke nur noch sehr wenige intakte Flugplätze mit Tankmöglichkeit gab, ihre Maschine schlecht ausgestattet war und sie kaum Werkzeug zur Verfügung hatte. Ihr gelang es jedoch an einem Wüstenflugplatz aufzutanken und das Ziel der Reise zu erreichen. Nachdem sie mit ihren Recherchen über den Auslandssender fertig war, kehrte sie mittels Sondergenehmigung für Mittelmeerflüge zurück und war kurz vor Weihnachten 1951 wieder zu Hause. Danach unternahm Beinhorn noch eine Reihe von Einsätzen als „fliegende Reporterin“.
1954 zog Beinhorn mit ihren Kindern von Trossingen nach Freiburg in ein eigenes Haus. Zu diesem Zeitpunkt hatten sie und ihr zweiter Mann sich wieder getrennt. Beinhorn verdiente ihren Lebensunterhalt zu dieser Zeit vorwiegend durch Vortragsreisen. Ihre Erfahrungen aus dem Hausbau beschrieb sie in dem Buch Fünf Zimmer höchstens!, das im Jahr darauf veröffentlicht wurde. 1956 bekam sie eine Einladung zu der WDR-Hörfunksendung Kinder, wie die Zeit vergeht, bei der jeweils zwei Personen der gleichen Berufsgruppe aus unterschiedlichen Generationen vorgestellt wurden. Beinhorn trat gemeinsam mit der französischen Pilotin Jacqueline Auriol auf. Nach der Sendung sprach Hans Otto Wesemann (1903–1976) Beinhorn an, ob sie mit ihm die Rundfunksendung Der Zebrastreifen moderieren wolle, die alle zwei Wochen im WDR lief und Fragen zum Thema Auto beantwortete. Sie übernahm die Aufgabe für fünf Jahre, bis Wesemann 1961 Intendant der Deutschen Welle wurde. In der Fernseh-Dokumentationsreihe Fünf Zimmer höchstens!, die nach ihrem Buch benannt war, stand sie auch vor der Kamera und trug Einleitung und Inhaltserläuterungen vor.
Als in Deutschland das Fliegen wieder möglich wurde, erneuerte Beinhorn auch ihre Kunstflugberechtigung. 1959 nahm sie am 13. Powder Puff Derby teil und gewann die Goldmedaille im europäischen Sternflug. 1963 wurde sie Erste in der Kategorie Damen beim Europaflug sowie Zweite beim Alpen-Sternflug.
1979 gab die damals 72-jährige Beinhorn ihren Pilotenschein freiwillig ab. Zuletzt lebte sie in einem Seniorenheim bei München. Ihren 100. Geburtstag feierte sie dort am 30. Mai 2007 im kleinen Familienkreis, wobei man ihr noch einmal Gelegenheit gab, mit einem Flugzeug vom Flugplatz Oberschleißheim aus in die Lüfte zu steigen. Die Vereinigung Deutscher Pilotinnen (VDP), zu deren Gründungsmitgliedern sie 1968 gezählt hatte, ermöglichte den halbstündigen Rundflug über das Alpenvorland.

### Tod

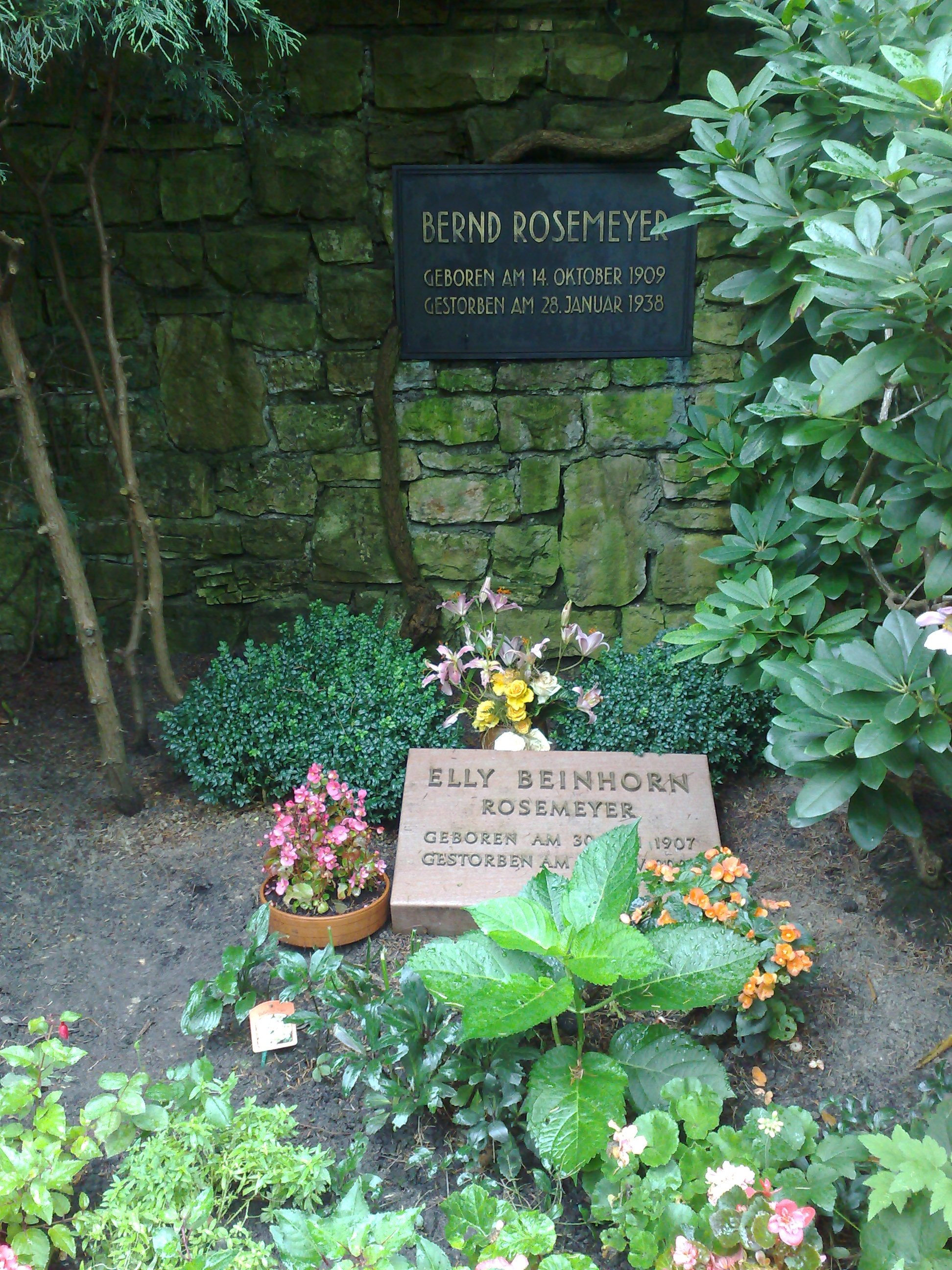
Das Grab Elly Beinhorns und Bernd Rosemeyers auf dem Waldfriedhof Dahlem

Elly Beinhorn starb am 28. November 2007 im Alter von 100 Jahren. Die Trauerfeier fand am 1. Dezember 2007 in München statt. Begraben ist sie in Berlin auf dem Waldfriedhof Dahlem neben ihrem ersten Mann Bernd Rosemeyer.

## Wirken

### Sportliche Erfolge
Beinhorns größte Erfolge, die ihre Popularität begründeten, waren die Langstreckenflüge. Dazu zählen ihr Alleinflug über 7000 km nach Afrika (1931), die Weltumrundung über ca. 31.000 km (1932) sowie ihre Rekordflüge über zwei bzw. drei Kontinente in 24 Stunden (1935, 1936).
Daneben war sie als Kunstfliegerin und bei Flugwettbewerben aktiv. So gewann sie 1956 beim Deutschlandflug in der Klasse 3 und 1959 errang sie eine Goldmedaille im europäischen Sternflug.
Beinhorns Fliegerkarriere war auch insofern bemerkenswert, als sie damit in eine Männerdomäne vorstieß. Aufgrund ihres Geschlechts traf sie insbesondere am Anfang ihrer sportlichen Laufbahn häufig auf Vorurteile und Widerstand. An einigen Stationen ihrer Reisen war sie die erste Deutsche, die dort landete. Insgesamt gab es 1930 in Deutschland nur 21 Pilotinnen.

### Publikationen
Beinhorn veröffentlichte im Dezember 1932 ihr erstes Buch Ein Mädchen fliegt um die Welt, in dem sie ihre Erlebnisse während der Weltumrundung auf humorvolle Weise beschrieb. Es war noch im gleichen Jahr ausverkauft und erschien bis 1939 in acht Auflagen. 1935 kam die englische Übersetzung Flying girl in Großbritannien und den Vereinigten Staaten heraus. In späteren Autobiografien, die jedoch nicht an diesen Erfolg anknüpfen konnten, übernahm Beinhorn häufig Passagen aus ihrem Erstlingswerk.
Die höchste Auflage ihrer Werke erzielte das 1938 veröffentlichte Buch Mein Mann, der Rennfahrer, das zuletzt 2009 als überarbeitete und erweiterte Neuausgabe erschien. Victor Klemperer schrieb 1945 in seinem Tagebuch nach der Lektüre des Buches: „Alles an diesem nicht einmal unsympathischen Buch ist interessant und zeitcharakteristisch.“
Darüber hinaus war Beinhorn als Journalistin tätig. Vor dem Zweiten Weltkrieg publizierte sie sporadisch Beiträge in verschiedenen deutschen Zeitungen. So veröffentlichte sie unter anderem Artikel in der Rhein-Mainischen Wirtschaftszeitung (Der Flug in das Paradies, 18. März 1932), der Deutschen Zeitung (Meine kulturellen Aufgaben, 23. April 1933) und der Berliner Zeitung Der Tag (Südwest von deutschem Geist erfüllt, 25. Juni 1933; Warum ich fliege, 6. April 1933). Nach 1951 arbeitete sie regelmäßig als Reporterin und Fotografin für eine Illustrierte.
Beinhorn drehte außerdem Dokumentarfilme über ihre Reisen, z. B. Bei den deutschen Kolonisten in Südwest-Afrika (1934, 1936) und den Kurzfilm 30000 Kilometer Alleinflug über Persien, Siam und Indien (1939), der am 15. Januar 1940 im Kino Atrium in Berlin gezeigt wurde.
Werke
- Ein Mädchen fliegt um die Welt. Reimar Hobbing, Berlin 1932, DNB 572212518.
- 180 Stunden über Afrika. Scherl, Berlin 1933, DNB 572212542.
- Flugerlebnisse. Eduard Mager, Donauwörth 1934, DNB 578838109.
- Grünspecht wird ein Flieger. Werdegang eines Flugschülers. Breitkopf & Härtel, Leipzig 1935, DNB 572212496.
- Mein Mann, der Rennfahrer. Der Lebensweg Bernd Rosemeyers. Deutscher Verlag, Berlin 1938, DNB 572212534.
  - Neuauflagen: Mein Mann, der Rennfahrer. Bardtenschlager, Reutlingen 1955; Herbig, Berlin 1983, 1987, ISBN 3-7766-1456-0.
  - Neuauflage: Bernd Rosemeyer. Mein Mann, der Rennfahrer. Herbig, München 2009, ISBN 978-3-7766-2598-1.
- Berlin–Kapstadt–Berlin. Mein 28000-km-Flug nach Afrika. Militärverlag Karl Siegismund, Berlin 1939, DNB 57221247X.
- Ich fliege um die Welt. Ullstein, Berlin 1952, DNB 450335674.
- Madlen wird Stewardess. Jugendbuch. Deutscher Verlag, Ullstein 1954, DNB 450335682.
- Fünf Zimmer höchstens! Schneekluth, Darmstadt 1955, DNB 450335666.
- Ein Mädchen und fünf Kontinente. Hobbing, Essen 1956, DNB 450335690.
- So waren die Flieger. Koehler, Herford 1966, DNB 456056521.
- Premieren am Himmel. Meine berühmten Fliegerkameraden. Langen-Müller, München 1991, Herbig, München 1991, ISBN 3-7844-2377-9.
- Alleinflug. Mein Leben. Autobiografie. Langen-Müller, München 1977, (Erstausgabe); Taschenbuch-Ausgabe: Heyne-Verlag, 1981, ISBN 3-453-01471-5.
  - Neuauflage: Alleinflug. Mein Leben. Herbig, München 2007, ISBN 978-3-7766-2522-6.

### Rundfunk und Fernsehen
Beinhorn arbeitete als Moderatorin unter anderem für den WDR. Sie moderierte die Hörfunk-Sendung Der Zebrastreifen (1956–1961) und die Fernseh-Dokumentationsreihe Fünf Zimmer höchstens!

### Werbung und Vertrieb
Beinhorn arbeitete zeitweise im Auftrag der deutschen Flugzeughersteller Klemm, Heinkel und Messerschmitt AG, für deren Produkte sie warb, sowohl durch ihre populären Flüge als auch direkt bei interessierten Kunden.
1930 warb Beinhorn zusammen mit Katja Heidrich im Saargebiet und Frankreich für die Neufang-Jaenisch Brauerei und flog 1931 beim Gildehof-Flugtag mit Vera von Bissing, wie neben ihr auch Gerhard Fieseler, für die Dresdner Zigarettenfabrik Haus Bergmann.

## Rezeption
Die mediale Rezeption Elly Beinhorns konzentriert sich im Wesentlichen auf die Würdigung ihrer sportlichen Erfolge. Das betrifft sowohl Veröffentlichungen aus der Zeit der Weimarer Republik, des Nationalsozialismus als auch nach dem Zweiten Weltkrieg. Sie wird nahezu ausschließlich positiv dargestellt, als mutige und verdienstvolle Luftfahrtpionierin. Sie gilt als unpolitisch und, da sie während der NS-Zeit nicht der NSDAP beitrat, als nicht kompromittiert.
Im Gegensatz dazu stehen neuere Veröffentlichungen, die Beinhorns Verhältnis zur nationalsozialistischen Ideologie näher untersuchen. 2002 widmete ihr Laurence Arthur Rickels ein Kapitel in seiner Publikation Nazi Psychoanalysis – Vol. 2. Darin kommentiert er kritisch Passagen aus Beinhorns Werken Ich fliege um die Welt und Berlin–Kapstadt–Berlin, die unter anderem ihr starkes Interesse an Auslandsdeutschen in ehemaligen deutschen Kolonien aufzeigen. 2009 veröffentlichte Christoph Frilling (* 1952; Leiter einer Sprachenschule für Interkulturelle Kommunikation in Wirtschaft und Technik) zwei Bücher, die sich ebenfalls mit diesem Thema auseinandersetzen. Nach Analyse ihres Bestsellers Ein Mädchen fliegt um die Welt kommt er unter anderem zu dem Schluss, dass Beinhorn darin zwar nicht die Sprache des Nationalsozialismus verwende, aber einen deutschnationalen, teils rassistischen und chauvinistischen Standpunkt einnehme. Sie sei keine Täterin, aber eine willige Mitläuferin gewesen.
Im März 2014 strahlte das ZDF den biografischen Fernsehfilm Elly Beinhorn – Alleinflug der Regisseurin Christine Hartmann aus. Vicky Krieps übernahm die Titelrolle. Der Film zeigt Elly Beinhorn als Heldin der Luftfahrt, die sich als Frau in einer Männerwelt durchsetzt. Ein Rezensent des Tagesspiegels bemängelte, dass der Film die Verwicklung des Paares in den Nationalsozialismus nicht zeige. Schließlich habe das Paar dem Regime gedient, Rosemeyer sei auch Mitglied der SS gewesen.

## Ehrungen und Gedenken

### Auszeichnungen
- 1932: Hindenburg-Pokal
- 1932: Fliegerkreuz von Peru
- 1953: Goldene Nadel des Aero-Clubs Deutschland
- 1970: Goldenes Abzeichen des bayrischen königlichen Luftsportverbandes
- 1975: Pionierkette der Windrose
- 1988: Bayerischer Verdienstorden
- 1991: Bundesverdienstkreuz 1. Klasse

### Briefmarken
2007 wurde ein 55-Eurocent-Gedenkbriefumschlag zum 100. Geburtstag herausgegeben. Er trägt einen Werteindruck der Briefmarke Flugboot DoX (Bund MiNr. 2428). Zum 75. Jahrestag des Rekordflugs von Deutschland nach Istanbul und zurück im Jahre 1935 erschien am 12. August 2010 eine 55-Eurocent-Sonderbriefmarke mit dem Porträt der Fliegerin und einem Bild des Flugzeugs Bf 108 Taifun. Der Entwurf stammt von Stefan Klein und Olaf Neumann, Iserlohn.

### Straßen

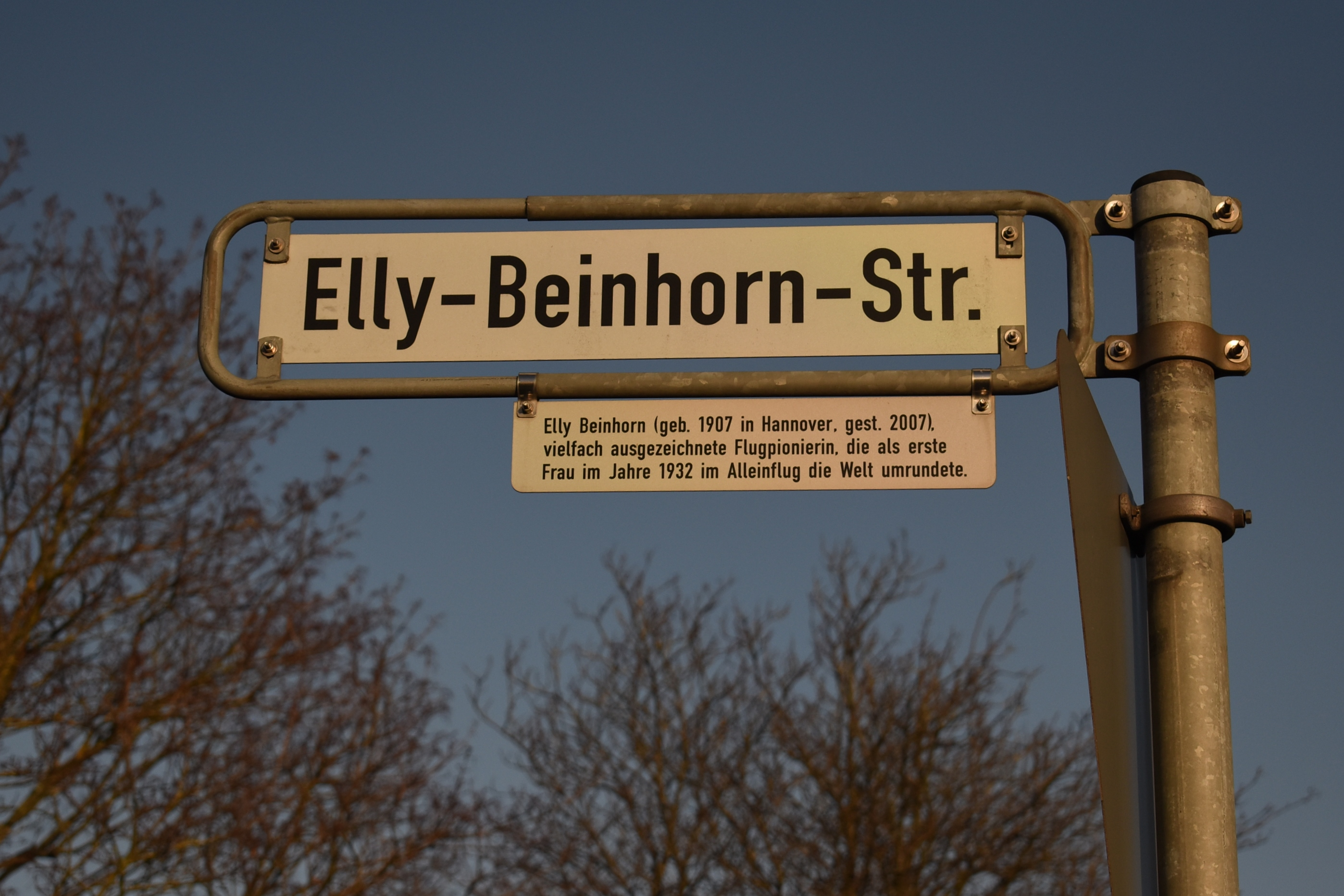
Elly-Beinhorn-Straße in Hannover-Kirchrode

Am Frankfurter Flughafen wurde eine Straße im Bereich der Cargo City Süd nach Elly Beinhorn benannt, ebenso in Hannover-Kirchrode, Ostfildern-Scharnhausen, Eppelheim, Markgröningen, Eschborn sowie in Böblingen-Flugfeld, dem ehemaligen Flughafen Stuttgart-Böblingen. Auch in Mainz gibt es seit 2010 eine Elly-Beinhorn-Straße. Die Straßenbenennungskommission von Filderstadt entschied sich im gleichen Jahr gegen eine Benennung nach Beinhorn, da sie eine Mitläuferin des NS-Regimes gewesen sei. Im Jahr 2019 entschied der Ortsrat Nordstadt in Hildesheim entgegen dem Beschlussvorschlag (Benennung nach dem Flurnamen Scharenbleeksfeld) die Benennung einer Straße im neu entstehenden Baugebiet „Langes Feld“ nördlich des Flugplatzes Hildesheim als Elly-Beinhorn-Straße.
Am Flughafen Stuttgart gibt es eine Elli-Beinhorn-Lounge (dort wird der Name mit ‚i‘ geschrieben). Am Flughafen Berlin-Brandenburg gibt es einen Elly-Beinhorn-Ring.

### Gedenkstein
Am 26. Oktober 2014 wurde im Rahmen des Elly-Beinhorn-Laufs am Rathaus Schönefeld ein Gedenkstein für Elly Beinhorn und Bernd Rosemeyer feierlich enthüllt.

### Uhr

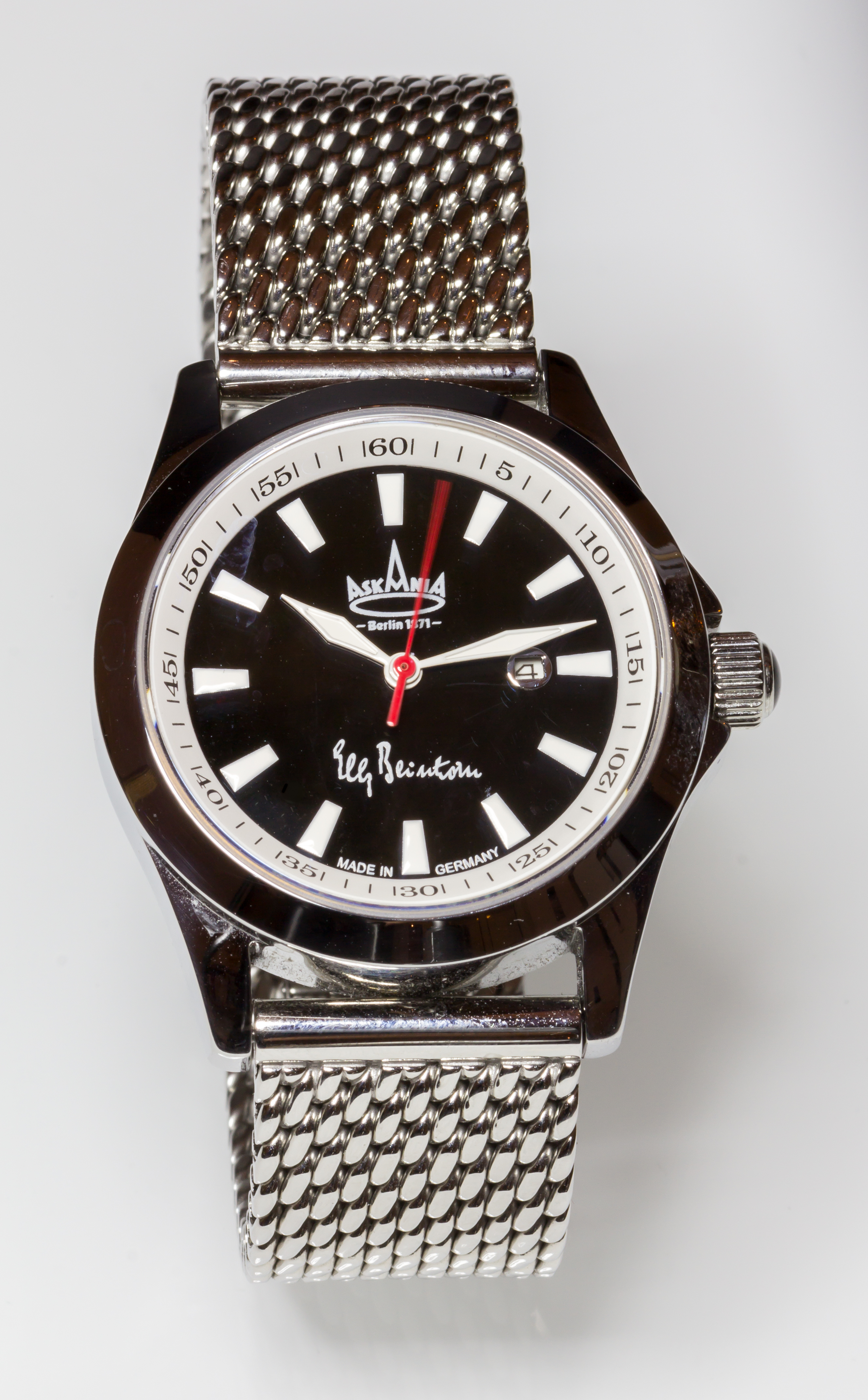
Askania-Automatikuhr Elly Beinhorn

Die Berliner Uhrenmanufaktur Askania AG widmete Elly Beinhorn zum 100. Geburtstag im Jahr 2007 ein Uhrenmodell.

### Elly-Beinhorn-Lauf
In den Jahren 2011 bis 2016 fand jeweils im Oktober ein Lauf statt, der vom Rathaus Schönefeld über eine Distanz von 10 km zum ehemaligen Flugplatz Johannisthal führte. Schirmherr war Elly Beinhorns Sohn Bernd Rosemeyer.